# Hannibal (bog)
 For alternative betydninger, se Hannibal (flertydig). (Se også artikler, som begynder med Hannibal)
Hannibal er en roman fra 1999 af den amerikanske forfatter Thomas Harris og efterfølgeren til Ondskabens Øjne. Den blev filmatiseret i 2001 med Ridley Scott som instruktør.

## Handling
Syv år efter FBI-agenten Clarice Starling skød og dræbte seriemorderen "Buffalo Bill" er kannibalen Hannibal Lecter stadig på fri fod. Han lever livet i Firenze, langt væk fra FBI's lange arm.
Starling har levet højt på sine bedrifter for syv år siden, men hun havner pludselig i unåde pga. en fejlslagen anholdelse, der kostede en kollega livet. Starling bliver dog reddet i sidste øjeblik af rigmanden Mason Verger, der igennem sine forbindelser i den amerikanske regering, får FBI til at genoptage eftersøgningen af Lecter. Starling bliver sat på sagen.
Verger er Lecters sjette offer, og det eneste, der har overlevet. Men ikke uden en pris! Verger er lam, hans ansigt er vansiret, og han tørster efter hævn over Hannibal Lecter. I kulissen manipulerer Verger med både Starling, FBI og det italienske politi for at drage Hannibal frem i lyset, så han kan få sin hævn.